# Uçhisar, Nevşehir
Uçhisar là một thị trấn thuộc thành phố Nevşehir, tỉnh Nevşehir, Thổ Nhĩ Kỳ. Dân số thời điểm năm 2011 là 3.801 người.